# 细胞外液

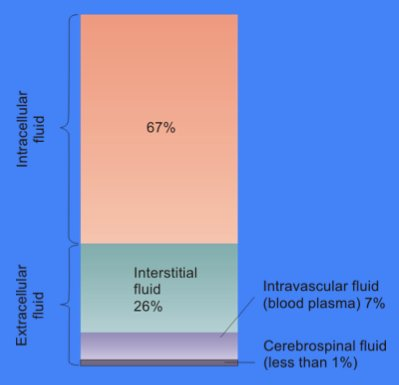
The distribution of the total body water in mammals between the intracellular compartment and the extracellular compartment, which is, in turn, subdivided into interstitial fluid and smaller components, such as the blood plasma, the cerebrospinal fluid and lymph

细胞外液（英語：extracellular fluid，缩写：ECF）通常指位于细胞外的体液，包括血浆以及介于血管和组织细胞之间的组织间液，即组织液（包括淋巴）。细胞外液的总量大约占体重的20%，四分之一存在于血管系统中，其余存在于组织间隙。细胞外液构成了机体封闭的水溶液内环境系统，并与细胞内液一起构成了体液。

## 组成
在人体中，通过体内调节，细胞外液中正常的葡萄糖浓度大约为0.005M。细胞外液的pH值则被缓冲溶液控制在7.4左右。
细胞外液的化学组成与海水十分类似。从生物进化的角度看，这种相似在一定程度上说明生命的起源与海洋有密切的关系。而海洋的粒子总浓度比细胞外液大数倍，可能表明生命起源时的海水浓度比如今要小很多，细胞外液保留并维持了这种环境。

## 功能
细胞外液可以被认为是一个独立的系统。细胞外液是组织细胞运送营养物质和废物的重要途径，完成了与外界环境进行物质交换。同时也维护了体内氢离子浓度、渗透压以及温度等生理化学状况保持相对稳定。

## 外部連結
- Britannica.com （页面存档备份，存于）
- Biology-online.org （页面存档备份，存于）

Template:Water-electrolyte imbalance and acid-base imbalance